# Schild-Klee
Schild-Klee (Trifolium clypeatum), auch Helm-Klee oder Schildartiger Klee genannt, ist eine Pflanzenart aus der Gattung Klee (Trifolium) innerhalb der Familie der Hülsenfrüchtler (Fabaceae).

## Beschreibung

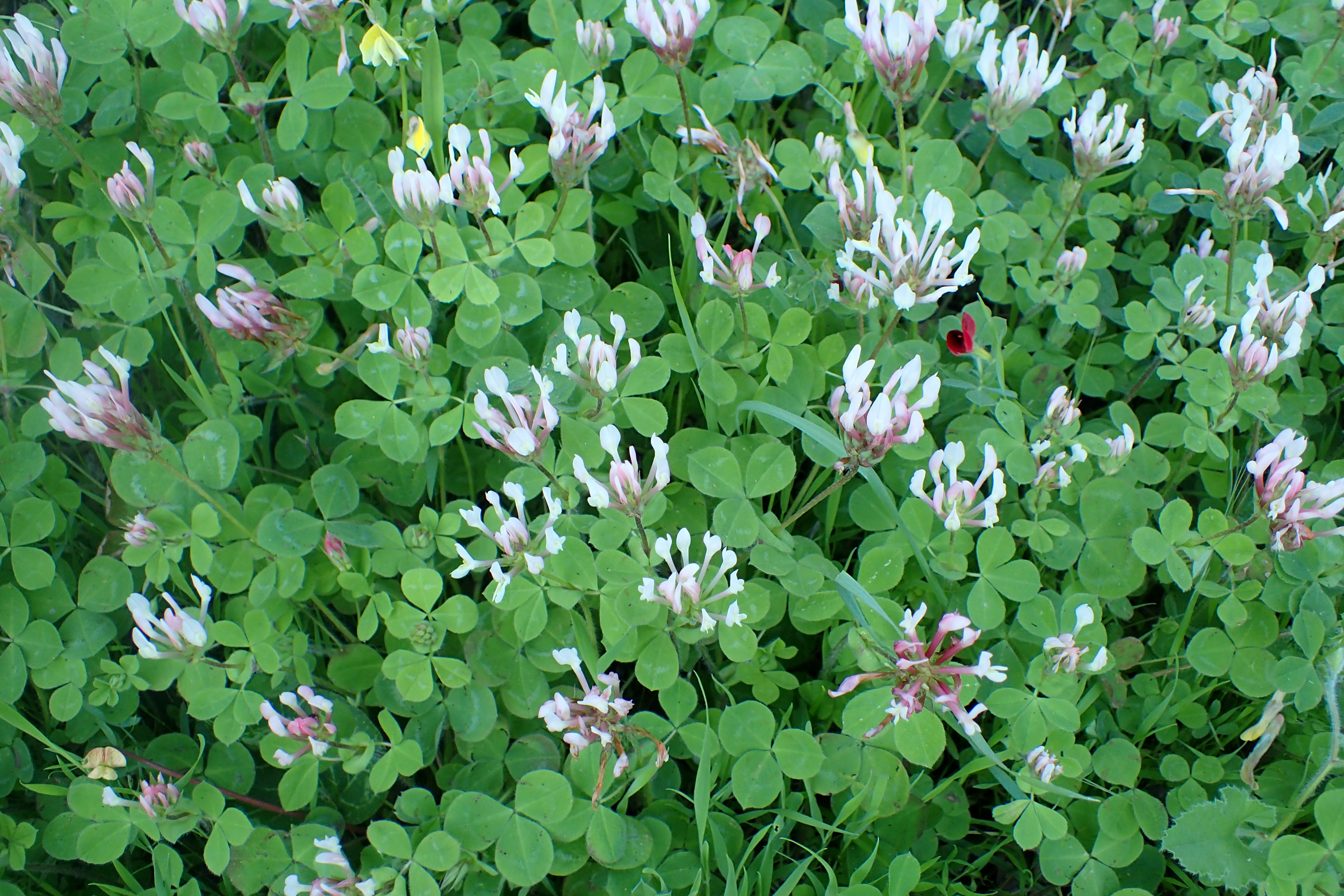
Bestand des Schild-Klees

### Vegetative Merkmale
Der Schild-Klee ist eine einjährige, krautige Pflanze, die Wuchshöhen von 10 bis 30 Zentimetern erreicht. Der aufrechte oder aufsteigende Stängel ist dicht rückwärts gerichtet behaart und weit verzweigt.
Die wechselständig angeordneten Laubblätter sind in Blattstiel und -spreite gegliedert. Nur die obersten Blätter sind gegenständig. Der Blattstiel ist relativ lang. Die gefiederte Blattspreite ist dreiteilig. Die Fiederblättchen sind bei einer Länge von 1 bis 3 Zentimetern sowie einer Breite von 0,5 bis 2 Zentimetern verkehrt-eiförmig und angedrückt behaart. Der Blattrand ist zumindest im oberen Teil gezähnelt. Die oberen Laubblätter sind stachelspitzig. Die Blattrippen treten deutlich hervor. Die Nebenblätter sind häutchenartig, fast eiförmig und mit deutlich sichtbarer Nervatur. Der freie Teil der Nebenblätter ist ebenso lang oder länger als der verwachsene Teil.

### Generative Merkmale
Die Blütezeit reicht von Januar bis Mai. Auf einem 2 bis 3 Zentimeter langen Blütenstandsschaft befindet sich ein Blütenstand mit relativ vielen Blüten. Der köpfchenförmige Blütenstand ist bei einer Länge von 2 bis 3 Zentimetern sowie einem Durchmesser von 1 und 2,5 Zentimetern verkehrt-eiförmig. Während der Anthese ist der Blütenstand eher weitgestreckt, in der Fruchtreife zieht er sich mehr zusammen.
Die zwittrige Blüte ist zygomorph und fünfzählig mit doppelter Blütenhülle. Der Kelch ist grün und im unteren Teil röhrenförmig mit deutlicher Nervatur. Die Kelchzähne sind blattartig, dreieckig bis lanzettlich, borstig behaart. Der untere Kelchzahn ist wesentlich länger als die übrigen Kelchzähne. Die weiße bis rosafarbene Krone besitzt die typische Form einer Schmetterlingsblüte und ist zwei- bis dreimal länger als der Kelch. Die Fahne ist eiförmig bis oval mit stumpfem oder leicht eingekerbtem oberem Ende. Die Fahne ist zumindest 25 % länger als Schiffchen und Flügel.
In der Fruchtreife verdickt sich die Kelchröhre glockenförmig und schließt sich am Hals durch Verdickungen und die Kelchzähne stehen weit und sternförmig ab. Die häutchenartigen Hülsenfrüchte sind bei einer Länge von bis zu 4 Millimetern eiförmig und deutlich gerippt. Die Hülsenfrucht öffnet sich terminal und enthält nur einen Samen. Die braunen Samen sind bei einer Länge von etwa 3 Millimetern keil- bis linsenförmig.
Die Chromosomenzahl beträgt 2n = 16.

## Ökologie
Der Schild-Klee ist selbstbestäubend.

## Vorkommen
Das Verbreitungsgebiet umfasst die Ostägäischen Inseln, Zypern, den asiatischen Teil der Türkei, Syrien, den Libanon und Israel bis Jordanien. Der Schild-Klee gedeiht auf feuchtem Brachland, auf Äckern und an Wegrändern.

## Systematik
Die Erstveröffentlichung von Trifolium clypeatum erfolgte 1753 durch Carl von Linné in Species Plantarum, Tomus II, S. 769.
Die Art Trifolium clypeatum gehört zur Untersektion Clypeata aus der Sektion Trifolium in der Gattung Trifolium.